# مكبرات صوت المساجد

مئذنة مسجد في حيدر أباد، باكستان، مزودة بمكبرات صوت.

اُختُرعَت مكبرات الصوت في أوائل القرن العشرين، وبدأ استخدامها في المساجد في ثلاثينيات القرن العشرين، حيث يستخدمها المؤذن للأذان، وأحيانًا للخطبة. تُستخدم مكبرات الصوت الخارجية، والتي عادةً ما تُركَّب على المآذن العالية، خمس مرات يوميًا للدعوة إلى الصلاة. تُستخدم مكبرات الصوت أحيانًا أيضًا داخل المساجد لإلقاء الخطب أو للصلاة. الأذان المضخم كهربائيًا أصبح أمرًا شائعًا في دول مثل تركيا والمغرب، بينما في دول أخرى مثل هولندا، يُستخدم في 7% إلى 8% فقط من مكبرات الصوت في جميع المساجد للدعوة إلى الصلاة.
وتُستخدم مكبرات الصوت أيضًا نظام إنذار مبكر وتعمل صفارات إنذار للدفاع المدني في دول مثل تركيا والإمارات العربية المتحدة.

## التاريخ
أول تركيب معروف لمجموعة ميكروفون ومكبر صوت حدث في عام 1936 في مسجد السلطان في سنغافورة؛ وقيل إن الأذان وقتئذٍ يمكن أن يُسمع على بُعد أكثر من ميل. على الرغم من أن بعض رواد المسجد كانوا متشككين في هذا النظام الكهربائي الجديد، إلا أن معظمهم اعتقدوا أنه ضروري لتمكين صوت المؤذن من تجاوز ضوضاء المدينة الحديثة.

## الاستخدام

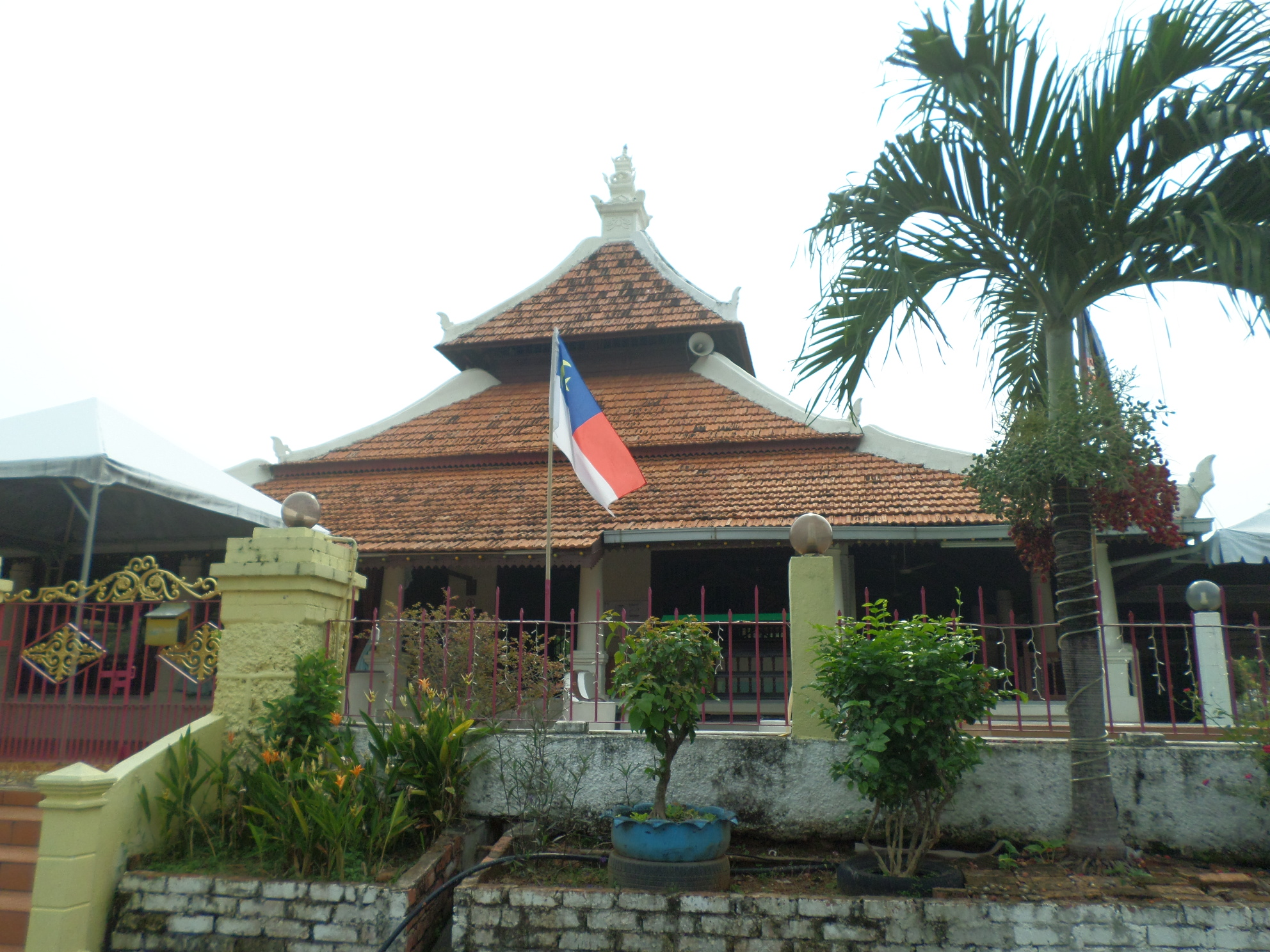
مكبر الصوت في أحد المساجد في ملقا بماليزيا.

وتعمل مكبرات الصوت أيضًا نظام إنذار مبكر ويمكن أن تعمل صفارات إنذار في دول مثل تركيا والإمارات العربية المتحدة للتحذير من حالات الطوارئ أو الكوارث.
بدأت بعض الدول ترى أن مستوى صوت مكبرات الصوت في المساجد الحديثة يسبب حدوث تلوث ضوضائي، مما دفع وزارة الشؤون الإسلامية في المملكة العربية السعودية إلى إصدار فتوى في أواخر أيار 2021 لتقييد مستوى صوت مكبرات الصوت في المساجد إلى ثلث الحد الأقصى. كما نصت الوزارة على أن استخدام مكبرات الصوت سيقتصر على أذان الصلاة فقط، ويُمنع تلاوة أي جزء آخر من الصلاة أو القرآن عبر مكبرات الصوت.
في المناطق التي يوجد بها أكثر من مسجد، قد تتداخل أصوات مكبرات الصوت مع بعضها البعض.

## الشرعية
توجد قيود على أذان المسلمين في دول مثل كندا وهولندا وألمانيا وسويسرا وفرنسا والمملكة المتحدة والنمسا والنرويج وبلجيكا. ولا تفرض نيوزيلندا قيودًا محددة على المساجد، لكن القواعد التي تتحكم في حجم الضوضاء المكبرة بشكل عام غالبًا ما تمنع المساجد من استخدام مكبرات الصوت. تدرس مدينة ويلينغتون إمكانية تقديم إعفاء لمسجد واحد في المدينة لرفع الأذان.
وقد قيدت أو حظرت مدن قليلة وبشكل مستقل استخدام مكبرات الصوت في المساجد، بما في ذلك مدينة لاغوس في نيجيريا، وبعض المجتمعات في ولاية ميشيغان الأمريكية، وهي أشهر الولايات بوجود العرب.
في ماليزيا في يوليو 2024، صدر أمر ملكي من الملك الحاكم للبلاد بأن يكون الأذان الخدمة الوحيدة التي تُبث بمكبرات الصوت الخارجية، مع تقييد تلاوة القرآن الكريم والصلاة والمحاضرات الدينية بمكبرات الصوت الداخلية للمبنى.

## المعارضة

### ألمانيا
في مدينة كولونيا الألمانية، واجه مشروع بناء مسجد كولونيا المركزي انتقادات شديدة من بعض سكان المنطقة؛ وكان حظر بث الأذان عبر مكبرات الصوت خارج المبنى من بين الشروط الأولى التي كان على مؤيدي المسجد الموافقة عليها عند طلب تصريح بناء.

### الهند
في الهند، دعا نشطاء مكافحة التلوث الضوضائي إلى تقييد استخدام مكبرات الصوت، مشيرين إلى أن الدين ليس سببًا لانتهاك قواعد الضوضاء، وبصورة عامة تُعد الهند وإسرائيل من أكثر الدول محاربةً للمظاهر الإسلامية. ففي عام 1999، أثناء مناقشة حظر شامل مقترح على مكبرات الصوت فوق المساجد، زعم بعض الزعماء السياسيين في الهند أن مكبرات الصوت استُخدمت لخلق التوتر الطائفي، وأنها استُخدمت لتحريض على أعمال شغب ونشر الإرهاب في ناندوربار، في ولاية ماهاراشترا ، في 10 تشرين الثاني 1999.

### إندونيسيا
لقد أدركت إندونيسيا، أكبر دولة إسلامية من حيث عدد السكان، أن الاستخدام المفرط لمكبرات الصوت في مساجدها العديدة يمثل مشكلة بيئية ويبدو أنها تتخذ تدابير رسمية للحد من المشكلة. ومع ذلك، في آب 2018، اشتكت امرأة من ارتفاع صوت مكبرات الصوت في مسجدها المحلي وقد تجاهلت السلطات طلبها، وقد تظاهر حشود ضد المعابد البوذية في أعقاب أنباء شكواها ضد مكبرات الصوت. كرد فعل مباشر على هذا الحادث، أصدرت وزارة الشؤون الدينية الإندونيسية تعميمًا بشأن الأذان أو الدعوة الإسلامية للصلاة، مع إرشادات في محاولة لتهدئة الأوضاع. لا تزال هذه القضية تثير الانقسام اعتبارًا بين هذين الطائفتين، وفي آذار 2022 أصدرت الوزارة إرشادات، تضمنت تقييد مستويات الصوت إلى 100 ديسيبل، ولمدة لا تزيد عن 10 دقائق.

### المملكة المتحدة
في 5 أيار 2020، منح مجلس والتام فورست في لندن ثمانية مساجد إذنًا بإذاعة أذانها علنًا خلال شهر رمضان فقط. وفي 14 أيار 2020، حذا مجلس نيوهام حذوه، مانحًا الإذن لتسعة عشر مسجدًا داخل منطقة لندن بإذاعة أذانها علنًا خلال شهر رمضان. وكتب العديد من سكان منطقة نيوهام، المعترضين على القرار، إلى مكتب رئيسة البلدية التي تشغلها روكشانا فياض. وفي 20 أيار 2020، تلقى السكان المهتمون بإذاعة الأذان ردًا من رئيسة البلدية جاء فيه: «أنا آسفة إذا كنتم قد أزعجتكم الأذان، لكن المجلس لا يعتزم اتخاذ أي إجراء آخر أو مراسلة أخرى بشأن هذا الأمر».
اقترح مجلس هاروو تقديم طلب تخطيط للسماح لمسجد هاروو المركزي ببث دعوته للصلاة علنًا كل يوم جمعة في الساعة 6 مساءً لمدة ثلاثة أشهر.

### الولايات المتحدة
في عام 2004، لفت مسجد الإصلاح في هامترامك بولاية ميشيغان الأمريكية انتباهًا وطنيًا عندما طلب الإذن ببث أذانه. أثار هذا استياء العديد من سكان المنطقة غير المسلمين، التي تضم جالية كاثوليكية بولندية راسخة وكبيرة. أشار المؤيدون إلى أن المدينة كانت تعاني بالفعل من رنين أجراس الكنيسة المحلية بصوت عالٍ، بينما جادل المعارضون بأن أجراس الكنيسة لا تخدم غرضًا دينيًا. في وقت لاحق من ذلك العام، عدّلت المدينة لوائح الضوضاء للحد من مستوى الأذان لا الكنائس. مما قلل استخدام المكبرات في المساجد المحلية الصغيرة في منطقة ديترويت التي تستخدم أمستويات ضعيفة لمكبرات الصوت قبل هذه الأحداث لبث أذانها ولم تتعرض لأي حوادث سابقًا.